# Mikael Jönsson
Mikael Jönsson, född 26 september 1964 i Sundsvall, är en svensk verksamhetsledare inom kultursektorn och civilekonom. Sedan juni 2013 är han Biträdande balettchef för Kungliga Baletten på Kungliga Operan i Stockholm.
Mikael Jönsson inledde sin karriär som dansare, och tränade klassisk balett från gymnasieåldern. Under sex år var han anställd vid Kungliga Baletten på Kungliga Operan.
Så småningom bytte han spår, och studerade företagsekonomi vid Stockholms universitet vid IESE Business School Universidad de Navarra, Spanien, samt vid Harvard Kennedy School. I nio år var han turnéansvarig och chefsproducent för Cullbergbaletten, där han svarade för den resande verksamheten och satte upp mer än 40 produktioner i ett 30-tal länder världen över. Därefter återvände Mikael Jönsson till Kungliga Baletten vid Operan, även där som chefsproducent.
Den 1 april 2008 efterträdde han Annika Levin som chef för Svenska institutet i Paris, Svenska institutets kulturhus i Paris, och ingick därmed i verksledningen för Svenska institutet. Enligt praxis är kulturhusets chef även knuten till svenska ambassaden i Paris, där Mikael Jönsson hade titeln kulturråd. För sitt arbete med att främja de svensk-franska relationerna tilldelades han Chevalier des Arts et des Lettres av Frankrikes kulturminister Mitterrand i maj 2012.
Som kuriosa kan nämnas att Jönsson tillbringat en del av sin uppväxt i Spanien, men genomförde sin högstadieutbildning i Bordeaux, Frankrike. Han talar en rad språk; engelska, spanska och franska flytande samt har studerat tyska och japanska.